# Teorías de la integración internacional
Las teorías de la integración internacional son las diferentes aproximaciones teóricas, encontradas dentro del marco de las relaciones internacionales, sobre como conseguir realizar un proceso mediante el cual los países eliminen las barreras para el libre comercio y la libre circulación de personas a través de las fronteras nacionales, con el objetivo de reducir las tensiones que puedan conducir a un conflicto internacional. 
Ha sido solo a partir de la segunda mitad del siglo pasado que la integración internacional se ha convertido en un tema de investigación para los científicos sociales, siendo su estudio en los campos de economía y ciencias políticas sólo contemplado a partir de la Segunda Guerra Mundial. 

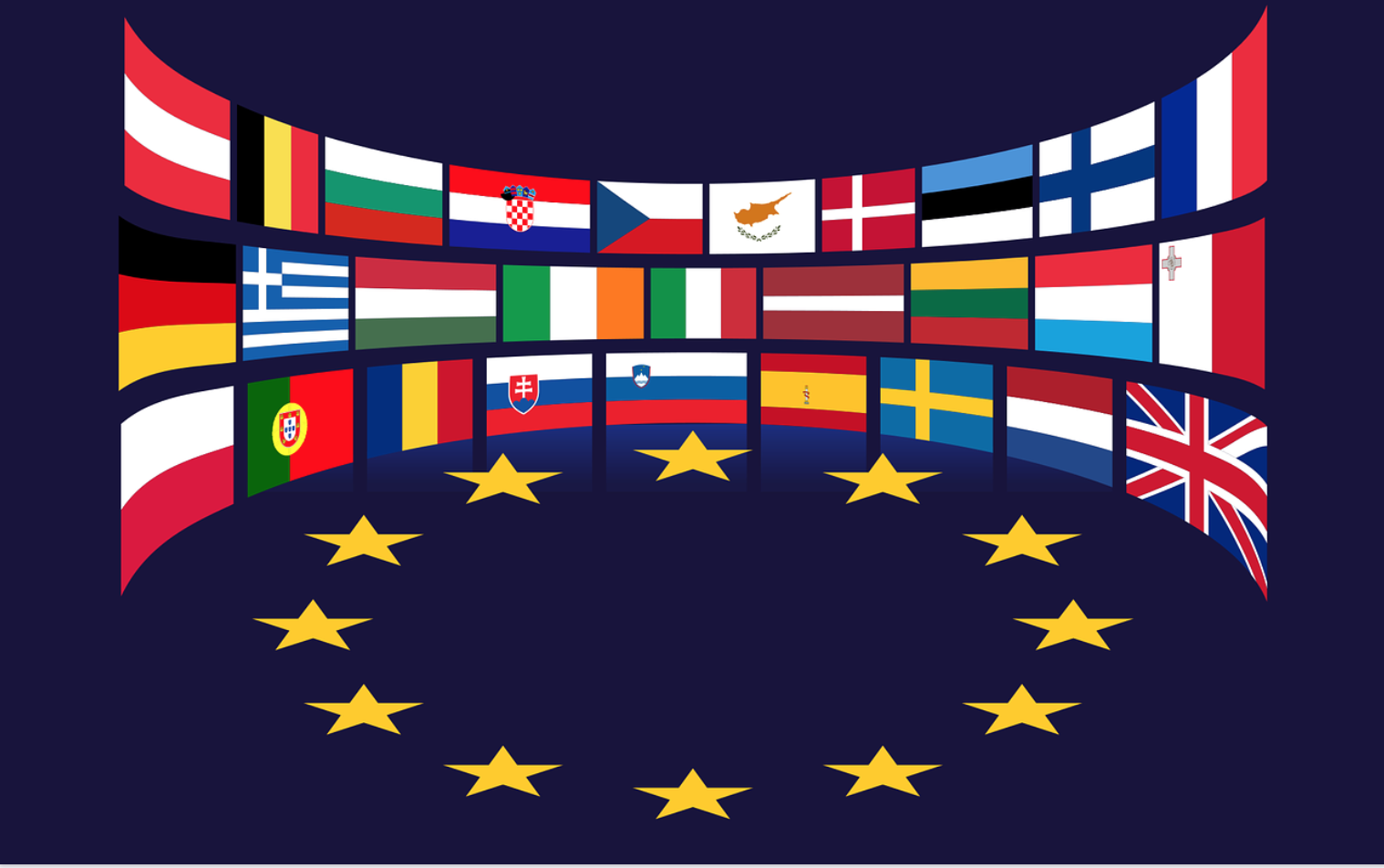
La Integración Internacional tiene tres bases: el consenso, la fuerza y la convivencia política en comunidad.

## La integración
En el ámbito de la relaciones internacionales el término integración hace referencia al proceso de unión de diferentes actores políticos soberanos en organizaciones de carácter internacional que actúen en un amplio marco geográfico.
La integración también es contemplada como un «ajuste» entre las diferentes partes que componen un sistema social, consiguiendo la unidad de los distintos grupos sociales de múltiples naciones.
Tradicionalmente la forma más habitual por las que constituyen las entidades políticas de calibre internacional ha sido mediante la fuerza, siendo la sumisión de varios pueblos la clave para la constitución de grandes poderes políticos. Entre los casos más comunes de integración tenemos la integración política, la cual es realizada por la fuerza y que de forma general se ve ligada a una base ideológica de carácter federativo, siendo necesario para el mantenimiento de este tipo de entidades el uso de fuerza adicional. Claros ejemplos de esto son Suiza a partir de mediados del siglo XIX o parte de los Estados Unidos durante la Guerra de Secesión. En ambos casos se demostró la necesidad de implementar un cierto grado de coerción al tratar con Estados federales; con base en estos ejemplos es posible determinar que la integración política no es realmente posible sin el empleo de alguna medida de fuerza.
El proceso suele llevar a dos formas de integración: la vertical situada en las sociedades puramente independientes y la política cuyo objetivo es la supresión entidades independientes. La integración requiere de la subsistencia de entidades políticas que se aproximen entre ellas, diluyendo sus fronteras y haciendo que se pueda cruzar fácilmente de una a otra.
La principal motivación del proceso de integración suele ser la promoción de unos objetivos comunes, aunque no es en todos los casos, como en el caso del proyecto de integración asimétrica que lleva a cabo Japón en el Sudeste asiático, principalmente en países como  Malasia o Indonesia.

## Integración regional
Este tipo de integración, también denominado regionalismo, es el proceso por el cual los Estados nacionales se fusionan de forma voluntaria con sus vecinos, perdiendo así algunos de sus atributos soberanos más prácticos, pero adquiriendo nuevas técnicas para la resolución conjunta de conflictos. El elemento protagónico indiscutido del regionalismo es el propio Estado.
El regionalismo puede ser económico o político. En el caso del regionalismo económico, encontramos una amplia variedad de proyectos que pueden extenderse desde un simple área de libre comercio, hasta una compleja unión económica. En lo referente al regionalismo político se presenta un alto grado de cooperación política entre los distintos Estados enmarcados en una misma área geográfica.
A diferencia del regionalismo, el proceso conocido como regionalización es aquel que conduce a la aparición de ciertos modelos y organizaciones en un espacio de transacción en concreto. En el caso de resultar exitoso este puede desencadenar en la producción de múltiples interacciones económicas y políticas en dicha región, afectando también a otras a lo largo del mundo. Este proceso consiste en un aumento de la interdependencia entre las diferentes regiones que componen un Estado, este es un proceso más informal, el cual suele dar como resultado un incremento de los flujos interactivos de diferentes países en una misma área limítrofe. La regionalización usa como su principal motor el mercado para promover la integración formal de la sociedad civil, por su parte el regionalismo emplea al Estado como fuente de retroalimentación.
Entre los distintos bloques regionales que existen podemos encontrar:
- Organización del Tratado del Atlántico Norte (OTAN).
- Comunidad Europea del Carbón y el Acero (CECA).
- Comunidad Económica Europea (CEE).
- Asociación Latinoamericana de Libre Comercio (ALALC).
- Asociación de Naciones del Sureste Asiático (ASEAN).

## Teorías sobre la integración internacional

### El Funcionalismo y Neofuncionalismo
El funcionalismo es una teoría de las relaciones internacionales cuyo origen se remonta a la experiencia vivida tras la Segunda Guerra Mundial, en la que se demostró la obsolescencia del Estado como forma de organización social, algo que suscitó una importante preocupación entre la comunidad internacional. Entre sus principales defensores se pueden encontrar Emile Durkheim y Robert M. Solow. 
La teoría funcionalista va más allá del interés nacional que caracteriza al realismo, esta considera más relevantes los intereses compartidos por diferentes estados,además de actores no estatales que se encuentren en un proceso de integración global. En estos casos las agencias internacionales satisfarían las necesidades humanas. Los beneficios que brindan las agencias funcionales atraerían la lealtad de las poblaciones y estimularían su participación y ampliar el espacio de integración. En el funcionalismo, la integración internacional es entendida como la gobernanza colectiva y la interdependencia entre diferentes estados desarrolla una dinámica interna propia que permite si integración en áreas funcionales, técnicas y económicas a pesar de sus limitaciones.
El neofuncionalismo es otra de estas teorías, basada en los trabajos de Jeffrey Alexander, Jean Monnet y sobre todo de David Mitrany. Su principal diferencia radica en su falta de normatividad y en su uso de datos empíricos como base para conseguir la integración regional, la cual contempla como un proceso inevitable en vez de una situación deseada, capaz introducir las élites políticas de las sociedades de los estados involucrados. El neofuncionalismo supone una disminución de la importancia del nacionalismo; considera que los grupos políticos y de interés dentro de los estados persiguen un objetivo de estado de bienestar que puede satisfacerse mejor mediante la integración.

### Teoría de la dependencia
Se trata de una condición histórica que otorga forma a una estructura económica mundial determinada, en la que un grupo selecto de países se ven favorecidos en detrimento del resto de naciones, las cuales ven limitadas sus posibilidades de desarrollo en el ámbito económico. La teoría de la dependencia establece que la pobreza de los países periféricos no se debe a una falta de integración en el sistema mundial, o que esta se una integración “incompleta”, sino debido a las condiciones de su integración de forma errónea, estos son algunos ejemplos: 
- Las naciones pobres se ven obligadas a proporcionar recursos naturales, mano de obra barata, un destino para la tecnología obsoleta y mercados a las naciones ricas, sin las cuales estas últimas no podrían tener el nivel de vida que disfrutan.

- Las naciones del Primer Mundo perpetúan de forma activa un estado de dependencia a través de diversas políticas e iniciativas. Este estado de dependencia es multifacético e involucra la economía, el control de los medios, la política y todos los aspectos del desarrollo.

- Cualquier intento de las naciones dependientes de resistir las influencias de la dependencia genera una serie de respuestas, principalmente en la forma de sanciones económicas o incluso una invasión militar.

Los defensores de la teoría de la dependencia afirman que la teoría de la ventaja comparativa se derrumba cuando el capital, que incluye tanto el capital físico como las máquinas y el capital financiero, es muy móvil, como ocurre en las condiciones de la globalización. Por esta razón, se afirma que la teoría de la dependencia puede ofrecer nuevos conocimientos. en un mundo de corporaciones multinacionales de alta movilidad. Explica el proceso de integración económica como una interdependencia forzada entre estados ricos y pobres.

### Institucionalismo
Las instituciones son organismo que determinan el proceso de toma de decisiones, en el ámbito internacional el término «institución» se ha utilizado de forma intercambiable con «régimen», «principios», «normas», «reglas» y procedimientos de toma de decisiones, tanto explícitos cómo implícitos, en torno a los cuales convergen las expectativas de los actores en un área temática determinada. 
Los institucionalistas racionales también consideran que las instituciones son en esencia elegidas de forma racional por actores que ven las reglas como facilitadoras de la consecución de sus objetivos. Esta teoría afirma que la integración internacional es un proceso llevado a cabo por las instituciones las cuales son tomadas en cuenta por los Estados en la toma de decisiones de ámbito multinacionalen y crean reglas comunes que faciliten la integración entre sí.

### Federalismo internacional
El federalismo a nivel global es un sistema basado en el principio de subsidiariedad en que la responsabilidad se comparte entre los distintos miembros, tomando así decisiones en las instituciones globales para garantizar un esfuerzo colectivo, siempre con el objetivo común de mantener la paz, la seguridad y el desarrollo, al mismo tiempo que se respeta y conserva el legítimo estatus de los estados soberanos. El federalismo internacional busca la construcción y el fortalecimiento de estructuras de gobierno regional de carácter federal, las cuales podemos encontrar por todo el mundo:
- África:
- Unión Africana (UA)

- América:
- Organización de los Estados Americanos (OEA)

- Asia:
- Asociación de Naciones del Sudeste Asiático ( ASEAN)

- Europa:
- Unión Europea (UE)

El federalismo internacional estipula que para crear relaciones de cooperación entre los estados con el fin de lograr un desarrollo mutuo es necesario fomentar una constitución que pueda crear un sistema legal común ayuda al proceso de integración en otros sectores como la economía y la cultura en integración en un marco legal.

### Intergubernalismo y supra-nacionalismo
En la teoría intergubernamentalista sobre la integración internacional de estados es completamenta opuesta a la teoría neofuncionalista; sugiere que los gobiernos controlan el nivel y la velocidad de la integración estatal. La integración, impulsada por los gobiernos nacionales, a menudo se basa en las cuestiones políticas y económicas internas del momento. La teoría rechaza el concepto de "efecto derrame" que propone el neofuncionalismo; también rechaza la idea de que las organizaciones supranacionales estén al mismo nivel que los gobiernos nacionales.
El supranacionalismo es más un método de toma de decisiones que una teoría propiamente dicha, es empleado entre las organizaciones internacionales. Mediante su implementación los gobiernos de los estados mantiene su poder aunque en esta ocasión de forma compartida con otros actores; la toma de decisiones se realizan a través de votaciones mayoritarias. La principal diferencia con un estado federal, es que los Estados miembros conservan plenamente su soberanía y participan de forma voluntariamente, estando sus gobiernos nacionales sujetos a los poderes de la organización supranacional sólo en la medida en que decidan seguir siendo miembros. 
Pocas organizaciones de carácter internacional actuales operan a partir de esta teoría, la única que en la teoría y en la práctica lo ejecuta es la Unión Europea, a menudo llamada «unión supranacional», ya que incorpora elementos de ambas teorías.